# 高山雨燕属
高山雨燕屬为雨燕目雨燕科下的一個屬。本屬物種分佈舊大陸上，目前下屬兩個物種。

## 命名歷史
本屬由南非鳥類學家奧斯汀·羅伯茲於1922年描述。其模式種被指定為高山雨燕。其屬名由古希臘語的（「快速」之意）及（「捕捉者、佔有者」之意）組成。

## 下屬物種
本屬包含以下物種：
- 高山雨燕 Tachymarptis melba (Linnaeus, 1758)
- 雜斑雨燕 Tachymarptis aequatorialis (Müller, JW, 1851)

## 外部連結
- 维基共享资源上的相關多媒體資源：高山雨燕属
- 維基物種上的相關：高山雨燕属